# 费拉蓬托沃农村居民点
费拉蓬托沃农村居民点（俄语：Сельское поселение Ферапонтовское）是俄罗斯联邦沃洛格达州基里洛夫区所属的一个农村居民点。其下辖有89个居民点，行政中心为费拉蓬托沃。据2015年统计，该农村居民点的人口为1188人。